# Secretario Responsable del Comité Central del Partido Comunista Ruso (Bolchevique)
El Secretario Responsable del Comité Central del Partido Comunista Ruso (Bolchevique) (en ruso: Ответственный секретарь Центрального комитета Российской коммунистической партии (большевиков)) fue un cargo administrativo del Partido Bolchevique, gobernante de la República Socialista Federativa Soviética de Rusia, entre 1917 y 1922. Durante toda su existencia, el cargo tuvo un total de tres nombres; Secretario Técnico (1917-1918), Presidente del Secretariado (1918–1919) y Secretario Responsable (1919–1922).
El cargo se introdujo el 25 de marzo de 1919 y no estaba especificado en los estatutos del partido. De hecho, el líder del partido durante este período fue el presidente, Vladímir Lenin. Inicialmente, el Secretario Ejecutivo estaba a cargo del trabajo diario del Secretariado. Fue elegido después de cada congreso del PCR(b). Sin embargo, a lo largo de varios años, se desarrolló una práctica en la que los secretarios de los comités locales del partido estaban subordinados al secretario ejecutivo del Comité Central.
Sólo 4 personas ocuparon este cargo. De ellos, sólo Nikolái Krestinski lo combinó con la membresía en el Politburó, por lo que recibió el sobrenombre de "Secretario General".

## Historia
Antes de la Revolución de Octubre, el trabajo del secretario del partido era en gran medida el de un burócrata. Tras la toma del poder por los bolcheviques, en 1919 se creó la Oficina del Secretario Responsable para realizar tareas administrativas.Después de la victoria bolchevique en la Guerra Civil Rusa, Vladímir Lenin creó el cargo de Secretario General en 1922 con la intención de que cumpliera un propósito puramente administrativo y disciplinario, cargo que permaneció sin embargo por debajo del de presidente del partido que este ostentaba.

## Lista de Secretarios
| #                                                                                                   | Imagen                                                                                        | Nombre (nacimiento-muerte)                                                                    | Inicio-Final                                                                                  | Notas |
| Secretaria Técnica del Comité Central del Partido Obrero Socialdemócrata de Rusia (1917-1918)       | Secretaria Técnica del Comité Central del Partido Obrero Socialdemócrata de Rusia (1917-1918) | Secretaria Técnica del Comité Central del Partido Obrero Socialdemócrata de Rusia (1917-1918) | Secretaria Técnica del Comité Central del Partido Obrero Socialdemócrata de Rusia (1917-1918) | Secretaria Técnica del Comité Central del Partido Obrero Socialdemócrata de Rusia (1917-1918) |
| --------------------------------------------------------------------------------------------------- | --------------------------------------------------------------------------------------------- | --------------------------------------------------------------------------------------------- | --------------------------------------------------------------------------------------------- | --- |
| 1                                                                                                   | A woman wearing dark clothes and using a pair of glasses                                      | Elena Stásova (1873–1966)                                                                     | Abril de 1917 – 1918                                                                          | Como secretaria técnica, Stásova y su personal de cuatro mujeres, fueron responsables de mantener correspondencia con las células provinciales del partido, la asignación de trabajo, el mantenimiento de los registros financieros, la distribución de los fondos del partido, la formulación de la estructura política del partido y del nombramiento de nuevo personal.   |
| Presidente del Secretariado del Comité Central del Partido Comunista Ruso (Bolchevique) (1918-1919) |                                                                                               |                                                                                               |                                                                                               | |
| 2                                                                                                   | A man in a black suit, black shirt and wearing a pair of glasses                              | Yákov Sverdlov (1885–1919)                                                                    | 1918 – 16 de marzo de 1919                                                                    | Sverdlov se mantuvo en el cargo hasta su muerte el 16 de marzo de 1919. Durante su mandato fue el principal responsable de los asuntos técnicos en lugar de los políticos. |
| Secretario responsable del Comité Central del Partido Comunista Ruso (Bolchevique) (1919-1922)      |                                                                                               |                                                                                               |                                                                                               | |
| 3                                                                                                   | A woman wearing dark clothes and using a pair of glasses                                      | Elena Stásova (1873–1966)                                                                     | Marzo de 1919 – diciembre de 1919                                                             | Cuando su cargo se disolvió, Stásova no era considerada una seria competidora para el cargo de secretario responsable, el cargo sucesor del presidente de la Secretaría. |
| 4                                                                                                   | A man in a grey suit, light shirt and dark tie                                                | Nikolái Krestinski (1883–1938)                                                                | Diciembre de 1919 – marzo de 1921                                                             | El cargo de secretario responsable funcionaba como un secretario, que era una posición más o menos servil, ya que Krestinski fue también miembro del Politburó del Partido, del Orgburó y del Secretariado. Sin embargo, Krestinski nunca trató de crear una base de poder independiente como Iósif Stalin que lo hizo más tarde durante su gestión como secretario general. |
| 5                                                                                                   | A man in a dark suit, light shirt and dark tie                                                | Viacheslav Mólotov (1890–1986)                                                                | Marzo de 1921 – 3 de abril de 1922                                                            | Fue elegido secretario responsable en el X Congreso del Partido celebrado en marzo de 1921. El Congreso decidió que el cargo de secretario responsable debía tener presencia en las cámaras del Politburó. Como consecuencia de ello Mólotov pasó a ser miembro candidato del Politburó.                                                                                     |